# 菊川市立図書館
菊川市立図書館（きくがわしりつとしょかん）は、静岡県菊川市にある公共図書館。旧菊川町域にある菊川市立図書館菊川文庫と旧小笠町域にある菊川市立小笠図書館からなる。

## 各館

### 菊川市立図書館菊川文庫

#### 菊川文庫の沿革
- 1986年（昭和61年）7月 - 落成記念式典を体育センター（堀之内体育館）で開式する。約400人の関係者が出席した。関口隆吉展が菊川文庫展示室にて開かれた[4]。

- 1989年（平成元年）1月 -　21日、昭和63年度静岡県文化施設表彰を受賞した[5]。
- 1990年（平成2年）　10月 - 24日、全国図書館大会において優秀図書館として表彰された[6]。

- 2005年（平成17年）1月 ‐ 市町村合併により、菊川市立図書館菊川文庫に改称[7]。

- 2006年（平成18年）- 11月　開館20周年記念講演が行われる[7]。

- 2007年（平成19年）- 2月　なかよし2号（移動図書館）が寄贈される[7]。

- 2008年（平成20年）- 3月　菊川市子供読書活動推進計画が策定される[7]。

- 2009年（平成21年）- 10月　図書館基幹システムが更新される（Rics Re)[7]。

- 2012年（平成24年）- 4月　4月23日　子供読書活動実践について文部科学大臣賞を受賞した[7]。

- 2013年（平成25年）- 3月　菊川市子供読書活動推進第二次計画が策定される[7]。

- 2013年（平成25年）- 6月　静岡新聞データベース（新聞記事検索システム）Plus日経テレコンが導入される[7]。

- 2014年（平成26年）- 9月　9/15-11/14　空調設備修理工事に伴い休館する[7]。

- 2014年（平成26年）- 9月　図書館基幹システム（Rics Re Ver4.3.4）が更新される[7]。

- 2015年（平成27年）- 10月　図書館に公衆無線LAN設置（図書館Wi-Fi接続サービス開始）[7]。

- 2017年（平成29年）- 1月　1月28日　菊川文庫開館30周年記念式典及び講演会が行われる[7]。

- 2018年（平成30年）　3月　第三次菊川市子ども読書推進計画を策定する[7]。

#### 施設概要
構造は鉄筋コンクリート造り、一部3階建てである。
設計は岡設計株式会社、工事施行は清水建設株式会社がそれぞれ行った。
建築面積は873.74m2、延床面積は1,759.27m2。
建物中央には中庭が存在する。
各階の施設、設備は下表の通りである。
| 1階 | 開架貸し出し室、貸し出し返却窓口、リスニングコーナー、くつろぎコーナー、対面朗読室、書庫、事務室、作業室、車庫、厚生室、トイレ |
| 2階 | 資料展示コーナー、倉庫、視聴覚室、映写室、展示ギャラリー、多目的会議室、資料閲覧室、研究室、資料収蔵庫、倉庫、閉架書庫、休憩所 |
| 3階 | 機械室、倉庫、屋外機械スペース                                                                                                 |

#### 特殊コレクション
菊川市にゆかりがある本や物品として、以下のコレクションがある。

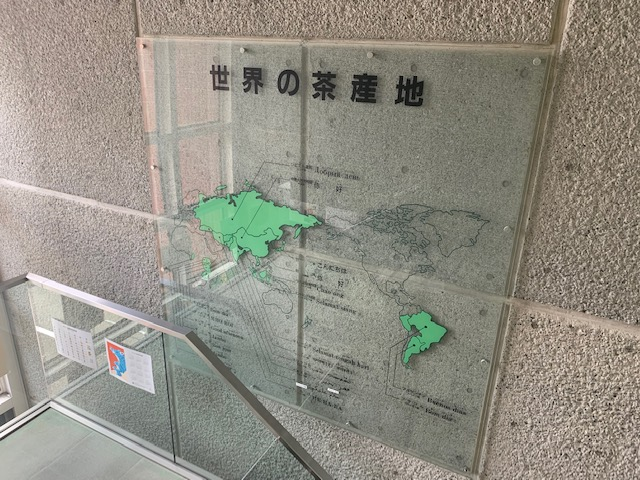
茶草場パネル

##### お茶関連資料
菊川市の特産品である茶の栽培の歴史や利用方法等に関する資料を所蔵している。
所蔵資料は全国的に刊行されたもののほか、菊川町時代に合併30周年記念として編纂された「菊川町茶業誌」など地域資料も含まれる。
文献以外には、世界の茶産地を掲載したパネルが開館当時より南出入り口側階段に展示されている。

##### 小山ゆう作品
旧菊川町出身の漫画家小山ゆうの作品を収集・所蔵している。

##### 蘭字
明治時代に輸出茶に貼られていたラベルである蘭字の原画や複製を所蔵している。

#### 交通アクセス
- JR東海道線菊川駅から徒歩5分[11]
- しずてつジャストライン菊川浜岡線「西通り菊川市役所前」停留所から徒歩約3分。
- 菊川市コミュニティバス倉沢・富田コース、菊川東循環コース、菊川西循環コース｢菊川市役所前｣停留所から徒歩約4分。[11]

- 東名高速道路菊川インターチェンジから車で5分[11]

### 菊川市立小笠図書館

#### 小笠図書館の沿革
- 2002年（平成14年）1月 ‐ 小笠町立図書館として開館。
- 2005年（平成17年）1月 ‐ 市町村合併により、菊川市立小笠図書館に改称。

#### アクセス
- しずてつジャストライン菊川浜岡線「平田」停留所から徒歩約4分。（JR東海道線菊川駅から浜岡営業所行バスで約30分。）
- 菊川市コミュニティバス丹野・嶺田コース、奈良野・布引原コース「小笠支所」停留所下車すぐ。

## 利用案内
菊川市内の在住・通勤・通学者と、中東遠地区（掛川市・御前崎市・袋井市・森町・磐田市）の在住者は利用者カードを作成することができる。菊川市外の在住者は住所地の図書館利用カードが必要となる。利用者カードは2館と移動図書館で共通である。